# FiFi Award
Il FiFi Award è un evento sponsorizzato dalla The Fragrance Foundation che si tiene annualmente e che premia i migliori prodotti realizzati nell'industria del profumo. La cerimonia si tiene ogni anno, a partire dal 1973 a New York.
Vengono premiati oltre ai profumi, anche i design delle confezioni, le campagne pubblicitarie ed i profumieri.